# Ruisseau Noir (affluent du Veyre)
Pour les articles homonymes, voir Ruisseau Noir.
Le ruisseau Noir est une rivière du département Lot, en France affluent du Veyre sous-affluent du Célé donc sous-affluent de la Garonne par le Lot.

## Géographie
De 10,8 km de longueur, le ruisseau Noir prend sa source sur la commune de Lauresses dans le département du Lot sous le nom de ruisseau du Bousquet et se jette dans le Veyre sur la commune de Saint-Cirgues.

## Département et communes traversées
- Lot : Saint-Cirgues, Lauresses.

## Principaux affluents
- Ruisseau de Palaynous : 4,1 km
- La Garinie  : 5,6 km